# Erkenci Kuş
Erkenci Kuş är en turkisk TV-serie som sändes på Star TV från 26 juni 2018 till 6 augusti 2019.

## Rollista (i urval)
- Demet Özdemir som Sanem Aydın
- Can Yaman som Can Divit
- Özlem Tokaslan som Mevkibe Aydın
- Cihan Ercan som Muzaffer Kaya (Zebercet)
- Öznur Serçeler som Leyla Aydın
- Berat Yenilmez som Nihat Aydın
- Birand Tunca som Emre Divit
- Sevcan Yaşar som Aylin Yüksel
- Anıl Çelik som Cengiz Özdemir (Ceycey)
- Tuğçe Kumral som Deren Keskin
- Ceren Taşci som Ayhan Işık
- Sibel Şişman som Güliz Yıldırım
- Tuan Tunalı som Metin
- Ali Yağcı som Osman Işık
- Asuman Çakır som Aysun Kaya
- Oğuz Okul som Rıfat
- Feri Baycu Güler som Melahat
- Kimya Gökçe Aytaç som Polen
- Ahmet Somers som Aziz Divit
- Utku Ateş som Yiğit